# Quantanthura serenasinus
Quantanthura serenasinus is een pissebed uit de familie Anthuridae. De wetenschappelijke naam van de soort is voor het eerst geldig gepubliceerd in 1975 door Brian Frederick Kensley.